# 팝스타: 네버 스탑 네버 스토핑
《팝스타: 네버 스탑 네버 스토핑》(영어: Popstar: Never Stop Never Stopping)은 2016년에 개봉한 미국의 모큐멘터리 뮤지컬 코미디 영화이다.
2016년 6월 3일 유니버설 픽처스에 의해 개봉되었다. 제작비 2,000만 달러를 충족하지 못하는 970만 달러를 수익으로 거둬들였으나 비평가들로부터 대체로 긍정 평가를 받았으며 컬트 영화화되었다.

## 줄거리
음악 천재 코너 프릴은 친구 로런스, 오언과 팝 랩 그룹 “더 스타일 보이즈”를 결성해 많은 음악가들에게 영감을 준다. 그러나 인기 싱글에 대한 저작 기여도를 인정받지 못한 로런스가 탈퇴하면서 그룹이 해체한다. 코너는 오언을 DJ로 삼아 “코너4리얼”로 솔로 활동에 나서고, 솔로 데뷔 앨범 〈Thriller, Also〉는 성공을 거둔다.
2015년 코너는 두 번째 솔로 앨범 〈Connquest〉를 내지만 혹평을 받는다. 앨범 판매가 저조하자 매니저 해리는 가전제품 제조사 아쿼스핀으로부터 투어 후원을 따내고, 신인 래퍼 헌터 더 헝그리가 투어 시작 무대를 맡는다. 아쿼스핀은 기기 작동시 코너 노래가 자동으로 흘러나오게 설정하고, 이는 전국에 정전 사태를 일으킨다.
코너는 내슈빌에서 공연 중 의상을 갈아입는 퍼포먼스를 하다가 알몸이 노출된다. 마침 공연을 위해 성기를 안으로 밀어넣고 테이핑을 하여 마치 성기가 없는 것 같은 모습을 하고 있던 코너는 대대적으로 망신살이 뻗친다. 퍼블리시스트 폴라는 대중 이목을 집중시킬 떠들썩한 사건을 일으킬 필요가 있다고 조언한다.
이에 코너는 E! 채널 방송에서 배우 애슐리 웬즈데이에게 청혼하기로 한다. 한 심령술사가 애슐리의 전생이 늑대라고 말했던 점에 착안해 코너는 “파티 울브스”를 부른다. 그러나 공연 가수로 초청한 실의 감미로운 노래에 자극 받은 파티 울브스의 늑대들은 언론, 오케스트라, 조련사들, 실을 공격한다. 애슐리는 코너를 찬다.
코너보다 음반이 더 잘 팔리게 된 헌터는 시작 무대 시간을 점점 늘리더니 하루는 아예 무대에서 퇴장하기를 거부한다. 노출 사건을 조장한 범인이 바로 헌터라는 걸 알게 된 코너는 해리에게 헌터를 해고할 것을 요구하지만, 이미 헌터와 계약한 해리는 이를 거부하고, 코너는 해리와 관계를 끝낸다. 아쿼스핀은 후원을 중단한다.
전 매니저 해리, 자신을 고소하고 애슐리와 결혼한 실, 파티 울브스는 안전하다고 나와 있던 옐프 후기 모두 자신을 배신했다고 느낀 코너는 오언에게 개똥을 넣은 팬케이크를 주며 진실성을 시험한다. 오언은 코너가 자신을 졸개 정도로 여겼다는 사실에 자존심이 상해 팀을 떠난다. 곧 애완 거북 맥시머스까지 사망하면서 코너는 우울증에 빠져 변덕스런 일탈을 시도하다가 마틴 신과 싸우기까지 한다.
오언의 클럽 DJ 공연을 보게 된 코너는 오언이 프로듀싱 실력은 뛰어나지만 가창이 부족하며, 서로가 서로를 필요로 한다는 사실을 깨닫는다. 코너는 솔로 도전에 실패하고 콜로라도주에서 농사 중인 로런스를 찾아가 포피 음악상 상패를 건네며 본인 경력을 궤도에 올려놓은 곡을 로런스가 썼다는 사실을 인정하고 사과한다.
포피 음악상에서 시상 도중에 아쿼스핀 홍보를 하기로 계약돼 있던 헌터는 이 때문에 함께 시상자를 맡은 머라이어 케리와 생방송으로 욕설을 주고받으며 말다툼을 벌이게 된다. 이어 헌터는 해리와도 싸우고, 해리는 헌터에게 새 매니저를 찾으라면서 결별을 고한다. 코너는 해리와 화해한다. 마침 테일러 스위프트가 살인죄로 체포되면서 스위프트의 포피 음악상 공연 순서를 대신 차지하게 된 코너는 오언, 로런스와 함께 재결합한 스타일 보이즈 신곡 “Incredible Thought”를 마이클 볼턴 피처링으로 공연한다.

## 출연진
- 앤디 샘버그 - 코너 “키드 코너” 프릴 역
- 요마 터코니 - 오언 “키드 콘택트” 부샤드 역
  - 맥스웰 젱킨스 - 10살 오언 역
- 어키바 섀퍼 - 로런스 “키드 브레인” 던 역
- 세라 실버먼 - 폴라 클라인 역
- 팀 메도스 - 해리 더긴스 역
- 마이아 루돌프 - 더보라 역
- 조앤 큐색 - 틸리 역
- 이머전 푸츠 - 애슐리 웬즈데이 역
- 제임스 버클리 - 스펀지 역
- 빌 헤이더 - 지피 역
- 윌 포테이 - 백파이프 연주자 역
- 저스틴 팀버레이크 - 타이러스 스쿼시 / 미스터 피시 역 (크레디트 미기재)
- 윌 아넷, 에릭 안드레이, 마이크 버비글리아, 첼시 퍼레티 - CMZ 기자들 역
- 케빈 닐런 - 사진가 게리 사이크스 역
- 폴 시어 - 파티 울브스 조련사 역
- 에마 스톤 - 클로디아 캔트렐 역 (크레디트 미기재)
- “위어드 앨” 얭커빅 - 해머레그 리드 보컬리스트 역
- 마리엘 헬러 - 코너의 다큐멘터리 팀 역
- 저드 애퍼타우 - 코너의 팬 역 (목소리)
- 대니 스트롱
- 조애나 뉴섬

본인 역 카메오 출연
- 50 센트, 에이콘, 에이샙 로키, 마이클 볼턴, 윈 버틀러, 머라이어 케리, 사이먼 카월, 마일리 사이러스, 데인저 마우스, 스누프 도그, DJ 칼리드, 지미 팰런, 애덤 러빈, 나스, 케이티 페리, 핑크, 베하티 프린슬루, 리애나, 더 루츠, RZA, 실, 마틴 신, 링고 스타, T.I., 캐리 언더우드, 어셔, 퍼렐 윌리엄스

## 속편 가능성
2022년 어키바 섀퍼는 현재 영화 속편을 작업하고 있지는 않지만 제작 가능성은 열려 있다고 밝혔다.